# Шансон (старинная музыка)
Шансо́н (фр. chanson — песня) — жанр светской вокальной многоголосной музыки эпохи позднего Средневековья и Возрождения, преимущественно второй половины XV и XVI веков. Словом «шансон» обозначают песенные жанры старинной музыки на французский поэтический текст, написанные в строфической форме. Песенные жанры в твёрдых формах (во Франции — это рондо́, виреле, баллада) обычно именуют непосредственно по названию стихотворной формы, не используя термина «шансон».

## Краткая характеристика
Шансон развилась из одноголосных светских песен труверов. Встречаются во Франции начиная с XIV века; авторы их, как правило, неизвестны, например, «Cheulz qui voelent», «Hé hula hu», «N’a pas long temps», из авторских «Andray soulet» Маттео Перуджийского (итальянский композитор периода Ars subtilior, находившийся под сильным французским влиянием).
В XVI веке образовалась «парижская школа» шансон — Клоден де Сермизи, Клеман Жанекен, Пьер Сертон, Пьер Сандрен и другие композиторы. Шансон (в том числе целый ряд экспериментальных пьес в этом жанре) писали и композиторы-члены Академии поэзии и музыки Баифа — К. Ле Жён, Г. Котле, Ж. Модюи. Среди других известных авторов шансон XV—XVI веков (различных школ) Луазе Компер, Йоханнес Окегем, Жоскен Депре, Адриан Вилларт, Киприан де Роре, Орландо Лассо, Ян Питерсзон Свелинк, Клод Жервез, Тильман Сузато, Николя Гомберт, Томас Крекийон, Жаке Берхемский.

## Другие значения термина
В современной западной литературе словом «chanson» нередко называют одноголосные и многоголосные светские песни на французском языке совершенно любой формы (например, монодические песни труверов Адама де ла Аля и Жанно де Лекюреля). Использование французского языка в текстах песен — решающий аргумент такого терминологического употребления. В отношении же многоголосной шансон XV—XVI веков применяется уточнение «бургундская и франко-фламандская шансон» (нем. burgundische-frankoflämische Chanson). Применяя термин в столь широком смысле, западные историки говорят, например, о «шансон» Гильома де Машо, Жиля Беншуа, Гийома Дюфаи и Хайне ван Гизегема — композиторов, светская музыка которых представляет собой почти исключительно песенные жанры в твёрдых формах. В русской музыкальной науке чрезмерно широкое употребление термина «шансон» не принято (вместо «шансон Машо» предпочтительно «песенные жанры Машо», или «песенные формы Машо»).

## Нотные издания
- Anthologie de la chanson parisienne au XVIe siècle, ed. F. Lesure, avec la collaboration de N. Bridgman, I. Cazeaux, K. Leve. Monaco: Oiseau-lyre, 1953.
- The Combinative chanson: an anthology. Edited by M.R.Maniates. Madison: A-R Editions, 1989 (Recent Researches in the Music of the Renaissane, vol. 77)